# 조선학교폐쇄령
조선학교폐쇄령(朝鮮學校閉鎖令, 일본어: 朝鮮学校閉鎖令)은 일본에서 제2차 세계대전 후에 만들어진 조선학교에 대한 폐쇄령이다.

## 경위

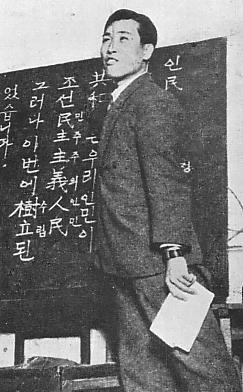
당시의 민족교육

1945년에 제2차 세계대전이 종결되면서, 일본내에 거주하는 재일 조선인은 주로 개인주택·혹은 공사립 학교·공장을 임대하는 형태로, ‘국어 강습소’라고 하는 조선어에 의한 민족교육을 실시하는 교육시설을 전국 각지에 만들었다. 이는 1946년 이후 재일본조선인연맹에 의해서 학교의 형태를 정돈해 간다.
그 후 한반도의 정치정세가 악화되면서 연합군최고사령부에 의해 문부성이 1948년 1월 24일, 각 도도부현 앞에
1. 재일 조선인도 일본의 공사립 학교에 취학할 의무가 있다.
2. 사립학교는 교육법에 정한 인가를 받지 않으면 안 된다.
3. 의무 교육기관에 있어서 각종학교는 인정하지 않는다.

라는 통지를 내린다.
이에 근거해 각 도도부현은 조선학교를 폐쇄시켰다. 이에 대해 재일 조선인은 격렬한 반대 운동을 전개하여, 특히 한신지역에서는 한신교육투쟁으로 발전하기까지 하였다.
1949년 10월에 재일본조선인연맹이 ‘단체 등 규정령’에 의해 해산되면서 정부에 의해 중립계의 백두학원(현재의 건국소학교·건국중학교·고등학교)를 제외한 모든 조선학교가 폐쇄되었다.

## 이후의 조선학교
이들 조선학교가 폐쇄된 다음에는
1. 공립학교가 된 것(오사카시립 서이마사토중학교, 도쿄도립 조선인학교 등)
2. 재건한 것(현재의 금강학원소학교, 금강중학교·고등학교등)
3. 각 공립학교의 민족학급이 된 것
4. 개인 주택 등에서 개별 교육을 실시한 것

등 여러 가지이지만, 1950년 이후 조총련과 북한으로부터의 원조금에 의해서 재건된 1·3·4번의 경우가 현재의 조선학교가 되었다. 한편, 대한민국에서는 적극적인 지원을 얻지 못하여 한국계 학교의 학교는 수도 적고, 현재는 1조교가 된 곳도 있다.

## 같이 보기
- 조선학교
- 한국학교